# غوران كارلسون
غوران كارلسون (بالسويدية: Göran Karlsson)‏ هو دراج سويدي، ولد في 21 سبتمبر 1937.

## وصلات خارجية
- غوران كارلسون على موقع أرشيف الدراجات (الإنجليزية)
- غوران كارلسون على موقع إحصائيات الدراجات الإحترافية (الإنجليزية)